# Egon Drews
Egon Drews (n. 1 iunie 1926, Hamburg, Republica de la Weimar – d. 13 ianuarie 2011, Hamburg, Germania) a fost un canoist ce a reprezentat Germania, medaliat olimpic. A participat la 2 ediții ale Jocurilor Olimpice (1952, 1956) în care a câștigat două medalii de bronz.